# Spice Crackers
Spice Crackers è il 5º album del gruppo tedesco Camouflage, pubblicato dalla RCA / BMG Ariola Hamburg. Fu registrato ad Amburgo tra l'ottobre 1994 e l'aprile 1995, ed uscì a settembre 1995.
Spice Crackers è il primo album dei Camouflage creato senza produttore esterno e con la completa libertà d'azione lasciata dalla nuova etichetta discografica del gruppo. La musica è stata scritta per un progetto d'opera, "Je Suis Le Dieu", che a causa di dispute legali tra i produttori non ha mai visto la luce. L'intero album, con i suoi brani elettronici che spaziano dall'ambient al synthpop, è stato ispirato dai film di fantascienza.
Nel marzo 1995 i Camouflage suonarono live a Stoccarda presentando il nuovo materiale al pubblico. In agosto dello stesso anno venne distribuito il singolo "Bad News", cover di una canzone di Moon Martin, mentre all'inizio del 1996 venne pubblicato il secondo singolo "X-Ray".
Nonostante l'album sia stato un esempio di ottima musica elettronica degli anni novanta, a causa delle strategie di marketing errate e sia per la difficoltà di piazzare un concept album nel mercato discografico principale, Spice Crackers non ha ricevuto un forte successo.
Il 28 agosto 2009 viene commercializzato da parte della Bureau B la versione rimasterizzata dell'album, sia in versione digitale sia su CD, con l'aggiunta di inediti e remix.

## Copertina
Il progetto grafico della copertina è stato affidato a Michel Moers, già componente dei Telex e amico della band tedesca con il quale aveva collaborato nella canzone Le Rues nell'album Methods of Silence.
Durante le sessioni di Bodega Bohemia Marcus Meyn e Heiko Maile visitarono una sua mostra a Bruxelles, in cui esponeva immagini con una tecnica simile a quella della copertina di Spice Crackers. Per la foto di copertina non è stato utilizzato nessun software grafico, ma è stata ricavata da una fotografia con una particolare tecnica di offuscamento. Le due persone raffigurate sono figure giocattolo come quelle usate nel modellismo. Lo stesso approccio grafico è stato utilizzato anche in alcune scene nel video-clip "X-Ray" girato da Moers.

## Tracce
1. Spice Crackers - 3:34 - (Maile, Ito, Meyn)
2. X-Ray - 6:24 - (Maile, Meyn)
3. Kraft - 3:46 - (Maile, Meyn)
4. Electronic Music - 2:40 - (Maile, Meyn)
5. Bad News - 6:01 - (Martin)
6. Days Run Wild - 5:16 - (Ito)
7. A Place In China (Heaven's Not) - 6:09 - (Maile, Meyn)
8. Zwischenspiel 2 - 1:35 - (Maile, Meyn)
9. Funky Service (What Do You Want To Drink?) - 4:19 - (Maile, Meyn)
10. Je Suis Le Dieu - 5:24 - (Maile, Meyn)
11. Ronda's Trigger - 9:38 - (Maile, Meyn)
12. Travelling Without Moving - 1:26 - (Maile, Meyn)
13. Spacetrain - 8:35 - (Maile, Ito, Meyn)